# ۳۰ ربیع‌الثانی
۳۰ ربیع‌الثانی، سی اُ‌مین روز از ماه ربیع‌الثانی در تقویم هجری قمری است. این روز فقط در بعضی سالهای هجری قمری وجود دارد.
در تقویم هجری قمری قراردادی این روز در نظر گرفته نمی شود.

## درگذشتگان
۵۳۴ - ظریفه طبریه، بانوی محدث ایرانی طبرستانی.